# Rhadinopsylla kullmanni
Rhadinopsylla kullmanni är en loppart som beskrevs av Lewis 1973. Rhadinopsylla kullmanni ingår i släktet Rhadinopsylla och familjen mullvadsloppor. Inga underarter finns listade i Catalogue of Life.